# Martin Rettl
Martin Rettl, född den 25 november 1973 i Innsbruck, Österrike, är en österrikisk skeletonåkare,
Han tog OS-silver i skeleton i samband med de olympiska skeletontävlingarna 2002 i Salt Lake City.